# ميغل ميا فيتالي
ميغل ميا فيتالي (بالإسبانية: Miguel Mea Vitali) (19 فبراير 1981 بكاراكاس في فنزويلا - ) هو لاعب كرة قدم فنزويلي في مركز الوسط. شارك مع منتخب فنزويلا لكرة القدم. أما مع النوادي، فقد لعب مع تشاكاريتا جيونيورز وليفادياكوس ونادي فادوتس ونادي كاراكاس ونادي لاتسيو ونادي لاردة وديبورتيفو لارا وأتلتيكو ماراكايبو ‏ وUS Poggibonsi ‏ وASD GC Sora ‏ وAragua F.C. ‏.

## وصلات خارجية
- ميغل ميا فيتالي على موقع الاتحاد الدولي (مؤرشف)  (الإنجليزية)
- ميغل ميا فيتالي على موقع قاعدة بيانات كرة القدم.إي يو (الإنجليزية)
- ميغل ميا فيتالي على موقع ناشيونال فوتبول تيمز (الإنجليزية)
- ميغل ميا فيتالي على موقع Soccerway.com (الإنجليزية)
- ميغل ميا فيتالي على موقع عالم كرة القدم.نت (الإنجليزية)